# Conus gernanti
Conus gernanti é uma espécie de gastrópode do gênero Conus, pertencente a família Conidae.